# ブルーノ・ティリー
ブルーノ・ティリー（Bruno Thiry、1962年10月8日 - ）は、ベルギー出身のラリードライバー。

## 経歴
元々はベルギー国鉄でディーゼル機関車のエンジンを整備するメカニックであったが、ラリーへの情熱は忘れられず、オペルのディーラーチームからアストラで国内選手権を戦い始める。
1989年のアクロポリスで世界ラリー選手権 (WRC) にデビュー。
1992年はオペルのディーラーチームからコルシカ、サンレモ、コートジボワールの3戦に出場。コートジボワールでは自身初の2位表彰台に入った。
1993年に早くも頭角を現し、サンレモではF2クラスで勝利を挙げる。この活躍により、地元の有力チームでフォードとの関係が深かったRASスポールからフォード・エスコートでWRCを走るチャンスを得る。
1994年はエスコートでシーズン7戦に参戦し、最終戦のRACではスポットでワークス・エスコートを与えられた期待に見事に応え、3位表彰台を勝ち取る。
1995年はミキ・ビアシオンと入れ替わる形でフォード・ワークスでWRCフル参戦を果たし、第4戦コルシカではリタイアするまでライバルを圧倒する走りをみせ、一躍WRCトップドライバーの仲間入りを果たす。

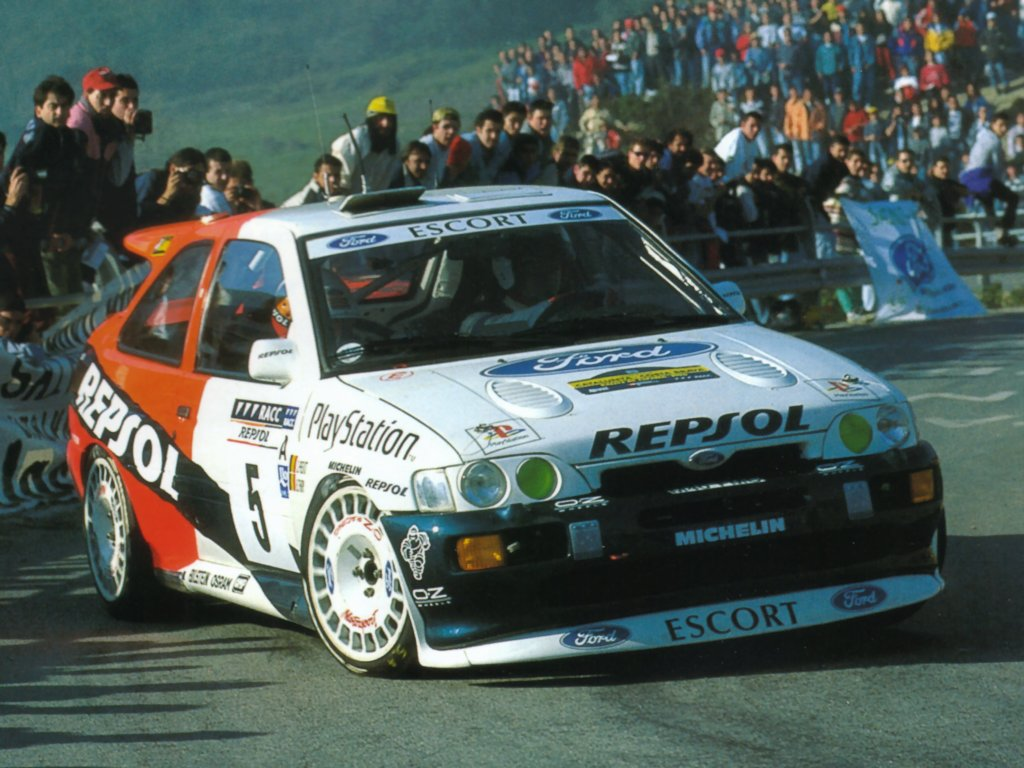
フォード・エスコートRSコスワースをドライブ（1996年）

1996年はシートが決まらなかったものの、中盤のアクロポリスからカルロス・サインツを擁するフォード・ワークスに復帰した。アクロポリスで6位、アルゼンチンではトラブルで後退したサインツに自身の乗るマシンのパーツを譲る出来事にもめげず5位、サンレモ、カタルニアで3位と安定した成績を残し、チームに貢献した。しかしながら、アルミン・シュヴァルツがスポンサーから得た持参金で翌年のセカンドシートに座ることが決定したため、この年限りでチームを離脱した。この件でサインツは「何故ブルーノを残留させなかったんだ！」とチームディレクターのマルコム・ウィルソンに噛み付いたと言われている。
1997年はセアト・イビサF2キットカーでスペインのみ出場した。1998年は再びフォードに復帰。だが、フォードは翌年に投入するニューマシン、フォーカスWRCの開発に力を入れており、思った成績をあげることは出来ず、この年は最終戦グレートブリテンでの3位が最高だった。
1999年はスバルに移籍するが、サファリラリーのレッキ中に骨折。またバーンズ、カンクネンを中心とした運営にチームが方針転換したため、シーズン途中で放出される憂き目に遭う。この後、シュコダから最終戦グレートブリテンにスポット参戦。総合4位に入った。
2000年はシートを失い、開幕戦モンテカルロにはプライベーターのトヨタ・カローラWRCをドライブし総合5位に入賞。その後はヨーロッパラリー選手権で戦った。
2001年はシュコダで再びWRCに復帰。サファリでは終盤まで5位につけていたが最終ステージでのクラッシュによりリタイアとなった。開発の進まないオクタビアWRCに苦戦し、この年限りでまたもチームを去った。
その後、数戦のWRCで戦った後は、もっぱらヨーロッパ選手権や国内選手権で戦い続けた。